# ストローブ＝ユイレ
ストローブ＝ユイレ（Straub-Huillet、もしくはStraub/Huillet）は、フランス国籍の映画監督。
ジャン＝マリー・ストローブ（Jean-Marie Straub、1933年1月8日 メス -   2022年11月20日 ロール）と、ダニエル・ユイレ（Danièle Huillet、1936年5月1日 パリ - 2006年10月9日 ショレ）の二人が完全な共同作業で映画を制作し、通常は連名標記される。
なお、私生活において両名は夫婦関係にあった。

## 経歴
ドイツとの国境沿いにありフランス領とドイツ領を行き来をした経緯を持つメス(Metz) で生まれ育ち、幼年時にドイツ語教育を強制された経験を持つストローブは高等映画学院（IDHEC）進学のためにパリに上京し、当時ソルボンヌ大学生だったユイレと知り合う。同時にシネマテーク・フランセーズで知り合った、ゴダールやロメール、リヴェットら後のヌーヴェルヴァーグの面々と親交を深める。1956年、ストローブはリヴェットの35ミリ撮影の短編『王手飛車取り』の助監督につく。
1958年、ストローブはアルジェリア戦争への荷担を拒否するために徴兵を忌避し、ユイレ共々ドイツに亡命する。軍事法廷で有罪となり、この後11年間フランスに帰国することができなかった。
ドイツで長年構想を温めていた『アンナ・マグダレーナ・バッハの日記』（DVDリリース題『アンナ・マクダレーナ・バッハの年代記』）制作のための資金を貯めながら短編・中編映画を作成し、二本目の『妥協せざる人々』（1965年）でニュー・ジャーマン・シネマの旗手ともて囃される。1968年に念願の『アンナ・マグダレーナ・バッハの日記』を制作・発表して世界各地で絶賛され、その名を世界的なものとした。
ジャン＝マリー・ストローブはミュンヘンの小劇場「アクション・テアーター（Aktion-Theater）」と繋がりがあり、同劇場出身のライナー・ヴェルナー・ファスビンダーが率いたグループ「アンチテアター」のメンバーらと協働して舞台演出に携わったことがある。この公演の映像は映画『花婿、女優、そしてヒモ』（1968年）に活用されている。また、ストローブはファスビンダー監督の最初の長編映画『愛は死より冷酷』（1969年）にも野外撮影の協力者として参加している。
ドイツ在住の後、イタリアに移住。

## 監督作品
- マホルカ＝ムフ Machorka-Muff （1962年） 短編
- 妥協せざる人々 Nicht versöhnt oder Es hilft nur Gewalt wo Gewalt herrscht （1965年） DVD題『和解せず』
- アンナ・マグダレーナ・バッハの日記 Chronik der Anna Magdalena Bach （1968年） DVD題『アンナ・マクダレーナ・バッハの年代記』
- 花婿、女優、そしてヒモ Der Bräutigam, die Komödiantin und der Zuhälter （1968年）
- オトン Les yeux ne veulent pas en tout temps se fermer, ou Peut-être qu'un jour Rome se permettra de choisir à son tour （1970年）
- 歴史の授業 Geschichtsunterricht （1972年）
- アーノルト・シェーンベルクの《映画の一場面のための伴奏音楽》入門 Einleitung zu Arnold Schoenbergs Begleitmusik zu einer Lichtspielscene （1972年） 短編
- モーゼとアロン Moses und Aron （1975年）
- フォルティーニ/シナイの犬たち Fortini/Cani （1977年） ドキュメンタリー
- すべての革命はのるかそるかである Toute révolution est un coup de dés （1977年） 短編
- 雲から抵抗へ Dalla nube alla resistenza （1979年）
- 早すぎる、遅すぎる Trop tôt, trop tard （1982年）
- アン・ラシャシャン En rachâchant （1982年） 短編
- 階級関係 カフカ「アメリカ」より Klassenverhältnisse  （1984年）
- Proposta in quattro parti （1985年） ドキュメンタリー
- エンペドクレスの死 Der Tod des Empedokles （1987年）
- 黒い罪 Schwarze Sünde （1988年） 短編
- セザンヌ Cézanne （1990年） ドキュメンタリー
- アンティゴネ ソポクレスの《アンティゴネ》のヘルダーリン訳のブレヒトによる改訂版1948年(ズーアカンプ社) Die Antigone des Sophokles nach der Hölderlinschen Übertragung für die Bühne bearbeitet von Brecht 1948 (Suhrkamp Verlag) （1992年）
- ロートリンゲン! Lothringen! （1994年） 短編
- 今日から明日へ Von heute auf morgen （1997年）
- シチリア! Sicilia! （1999年）
- L'arrotino （2001年） 短編
- Il viandante （2001年） 短編
- 労働者たち、農民たち Operai, contadini （2002年）
- 放蕩息子の帰還/辱められた人たち Il ritorno del figlio prodigo - Umiliati  （2003年）
- ルーヴル美術館訪問 Une visite au Louvre （2004年） ドキュメンタリー
- あの彼らの出会い Quei loro incontri （2006年）
- Itinéraire de Jean Bricard （2008年） 短編ドキュメンタリー
- Dialogue d'ombres （2014年） 短編

## 関連文献
- アテネ・フランセ文化センター・神戸ファッション美術館監修、細川晋編　『ストローブ=ユイレの映画』　フィルムアート社、　1997年
- 『カイエ・デュ・シネマ・ジャポン　映像の二一世紀Ⅳ　ゴダールとストローブ=ユイレによる映画』　勁草書房、　1997年
- 渋谷哲也 編『ストローブ＝ユイレ　シネマの絶対に向けて』森話社、2018年1月。ISBN 978-4-86405-125-5。